# ナイトフィッシングイズグッド
「ナイトフィッシングイズグッド」は、日本のロックバンド・サカナクションの2作目の配信限定シングル。2007年12月26日にBabeStar Labelより発売された。前作「ワード/サンプル」と同様、2ndアルバム『NIGHT FISHING』からの先行配信となった。

## 概要
本楽曲は、クラシック音楽の様式を取り入れている。また、イギリスのロックバンド・クイーンの楽曲「ボヘミアン・ラプソディ」のオマージュとしても知られていて、楽曲のリフがそのまま使用されている。楽曲の長さが6分あることから、その長さにメンバーがためらい、1度は2つの曲に分割したものの、アレンジを重ねられた上で現在の1つの楽曲としてまとまったという。
また、ファンが選んだ名曲ランキング第3位であり、アルバム『NIGHT FISHING』のリードナンバーとして、山口が推していた曲である。北海道での制作当初の仮タイトルは「にゃんこフェスタ」で、コーラス部分を「にゃにゃにゃん、ニャンコ達が、踊り狂う、猫の祭りにゃんこフェスタ」と歌っていた。

## 収録曲
1. ナイトフィッシングイズグッド [6:18]
作詞・作曲：山口一郎
編曲：サカナクション
  - ミュージックビデオは、森義仁が監督を務めた。ミュージックビデオは、岐阜県荒田川の河川敷で撮影された。

## ライブ映像作品
| タイトル                     | 作品名                                                                               | 備考                                                |
| ---------------------------- | ------------------------------------------------------------------------------------ | --------------------------------------------------- |
| ナイトフィッシングイズグッド | SAKANAQUARIUM 2010 (C)                                                               |                                                     |
| ナイトフィッシングイズグッド | SAKANAQUARIUM 2013 sakanaction -LIVE at MAKUHARI MESSE 2013.5.19-                    |                                                     |
| ナイトフィッシングイズグッド | SAKANAQUARIUM 2015-2016 "NF Records launch tour" -LIVE at NIPPON BUDOKAN 2015.10.27- | リミックスバージョン「N.F.I.G REMIX」が演奏された。 |
| ナイトフィッシングイズグッド | SAKANAQUARIUM2017 10th ANNIVERSARY Arena Session 6.1ch Sound Around                  |                                                     |